# Лаодика I
Лаодика I (III век до н. э. — умерла ранее 236 до н. э.) — первая жена царя Государства Селевкидов Антиоха II Теоса.

## Происхождение
Лаодика была дочерью Ахея от неизвестной гречанки. Её отец был влиятельным аристократом, имевший земельные владения в Анатолии, а также был связан с династией Селевкидов. У неё была сестра Антиохида и два брата — Александр и Андромах.
Ахей был вторым сыном Селевка I Никатора. Имя Лаодики объясняется связью с Селевкидами, ибо так звали её тетку и прабабушку её отца.

## Замужество
Дата рождения Лаодики неизвестна, и мало известно о её детстве. Она стала супругой своего двоюродного брата Антиоха II до 266 года до н. э., когда он ещё не стал царём.
В 261 году до н. э. умер Антиох I Сотер, и правителем стал Антиох II. Лаодика I родила супругу пятерых детей: Селевка II, Антиоха Гиеракса, Апаму, Стратонику Каппадокийскую и Лаодику.

## Развод
В 252 году до н. э. по итогам второй сирийской войны, Антиох заключил с Птолемеем II мирный договор. Селевкиду пришлось оставить Лаодику и жениться на дочери Лагида — Беренике с условием, что дети от этого союза станут правителями Селевкидского государства.
Несмотря на то, что Лаодика перестала быть царицей, её политический статус оставался весьма высоким. Антиох II после развода отдал ей земельные владения в Анатолии, и теперь она управляла поместьями в Геллеспонте, у города Кизик, Илиона и Карии. В городе Сарды в царских записях было указано, что её земли считались царскими.
По условиям договора о разводе, Лаодика могла покупать и продавать землю. Антиох дал ей время для решения вопроса о судьбе поместий.
Она получала доход от ежегодного сбора урожая, а также от любой другой деятельности в подконтрольных владениях. Помимо этого, она была освобождена от уплаты налога на имущество.

## Смерть Антиоха II. Третья сирийская война
От брака с Береникой у царя появился сын Антиох. 28 января 246 года до н. э. Птолемей II умер, и его престол перешёл к Птолемею III. После этого события Антиох оставил Беренику, и отправился в Эфес к Лаодике I. Её первого сына он назвал своим преемником.
В 246 до н. э. Лаодика отравила Антиоха II и приказала убить Беренику с её сыном. Селевк II наследовал престол своего отца, а его брат Антиох Гиеракс стал его соправителем.
Брат Береники, Птолемей III начал военные действия против Селевкидов, перешедшие в третью сирийскую войну, также известную как Война Лаодики. Лагид пленил Лаодику I и убил её. Во время войны, в 244 году до н. э. она поддержала своего младшего сына в борьбе с Селевком. Так в государстве Селевкидов стартовала 17-летняя гражданская война.